# Abigail Dillen
Abigail Dillen é uma advogada ambiental e executiva da organização de justiça ambiental Earthjustice. O seu trabalho foi caracterizado como um "estabelecimento de precedentes" por várias organizações climáticas. Isso inclui, por exemplo, defender a regra do trânsito. Ela foi descrita como uma agente de mudanças em 2020 pela revista Marie Claire.
Dillen possui um diploma de Juris Doctor (direito) pela UC Berkeley School of Law e ingressou no Earthjustice em 2000. Ela liderou os programas de energia limpa e carvão na Earthjustice. Tornou-se executiva-chefe em 2018, substituindo Trip Van Noppen.
Dillen foi colaboradora da antologia All We Can Save. Também publicou artigos de opinião para o USA Today, Huffington Post, The Hill, EcoWatch e outras fontes de notícias.

## Vida pessoal
Dillen cresceu no Novo México. É casada com o arquiteto Jasmit Rangr, e tem um filho.